# Assens Miniby
Assens Miniby blev stiftet i 1990, og formålet var at skabe en historisk miniby. Der er på nuværende tidspunkt bygget cirka 60 små minihuse, som er nøjagtige til mindste detalje. Foreningen bag Assens Miniby har deres daglige virke i det gamle Gasværk, Ramsherred 52, 5610 Assens.